# ديانا بالمر (مؤلفة)
ديانا بالمر (بالإنجليزية: Diana Palmer)‏ (11 ديسمبر 1946، أماريلو في الولايات المتحدة)؛ صحفية، كاتِبة وروائية أمريكية.

## روابط خارجية
- ديانا بالمر على موقع IMDb (الإنجليزية)
- ديانا بالمر على موقع قاعدة بيانات الفيلم (الإنجليزية)